# 青翠里
25°01′58″N 121°28′44″E / 25.0328822°N 121.4788238°E
青翠里為台灣新北市板橋區轄下之一里，面積約0.0563平方公里。昔時江子翠地區，該里於1980年2月1日由嵐翠里分出。

## 詞源
青翠之詞，緣於青翠析自嵐翠，嵐翠之名又來自江翠里，而「江翠」之名乃源於其舊名「江仔翠」。蓋「江仔翠」早期屬於「港仔嘴莊」的一部分，清代後期已獨立發展成莊，為與港仔嘴區別，乃採近音雅字而稱為「江仔翠」。青翠即繼承了江子翠的翠字再冠以雅麗語為青翠里。